# Castiglion Fiorentino
Castiglion Fiorentino é uma comuna italiana da região da Toscana, província de Arezzo, com cerca de 12 032 habitantes. Estende-se por uma área de 113 km², tendo uma densidade populacional de 106 hab/km². Faz fronteira com Arezzo, Cortona, Foiano della Chiana, Marciano della Chiana.

## Demografia
| Variação demográfica do município entre 1861 e 2011                               |
|                                                                                   |
| Fonte: Istituto Nazionale di Statistica (ISTAT) - Elaboração gráfica da Wikipedia |